# Willy Sagnol
Pour les articles homonymes, voir Sagnol.
Willy Sagnol, né le 18 mars 1977 à Saint-Étienne (Loire), est un footballeur international français évoluant au poste d'arrière droit, reconverti entraîneur.
Formé à l'AS Saint-Étienne et après deux saisons en équipe première, il rejoint l'AS Monaco avec qui il remporte le championnat de France en 2000. Il rejoint alors le Bayern Munich. Considéré comme l'un des meilleurs arrières latéraux de sa génération, il s'impose comme l'un des joueurs les plus importants de son club, notamment par la qualité de ses centres. Aux côtés de Bixente Lizarazu puis de Franck Ribéry, il remporte notamment cinq titres de champion d’Allemagne ainsi que la Ligue des champions et la Coupe intercontinentale en 2001.
Il intègre l'équipe de France à la fin de l'année 2000. Il remporte la Coupe des confédérations en 2001 et 2003, participe à la Coupe du monde 2002 ainsi qu'à l'Euro 2004, puis il atteint la finale de la Coupe du monde 2006. Après un difficile Euro 2008, Willy Sagnol arrête sa carrière de footballeur en 2009 à la suite d'une blessure et de douleurs récurrentes.
Rapidement, il intègre le conseil de surveillance de l’AS Saint-Étienne puis, en mars 2011, la cellule de recrutement du Bayern Munich.  
En octobre 2011, il intègre l'organigramme de la Fédération française de football en étant nommé manager des équipes de France de jeunes. En juin 2013, il est sélectionneur de l'équipe de France U20 pour le tournoi de Toulon avant de prendre en main l'équipe de France espoirs pendant un an. 
En mai 2014, il devient entraîneur des Girondins de Bordeaux, mais il est limogé en mars 2016.  
En juin 2017, il devient entraîneur adjoint au Bayern Munich ; il remplace même Carlo Ancelotti le temps d'un match après le licenciement de l'Italien en octobre 2017. Il n'est pas conservé dans le nouveau staff constitué par Jupp Heynckes.  
De 2018 à 2020, il est consultant dans les médias sur RMC Sport.  
En février 2021, Willy Sagnol commence une nouvelle aventure d'entraîneur en prenant les rênes de la sélection géorgienne.
Le 26 juin 2024, il devient le premier sélectionneur à qualifier la Géorgie pour un 1/8 de finale dans une phase finale de l’Euro en remportant la victoire 2-0 contre le Portugal.

## Biographie

### Enfance et formation

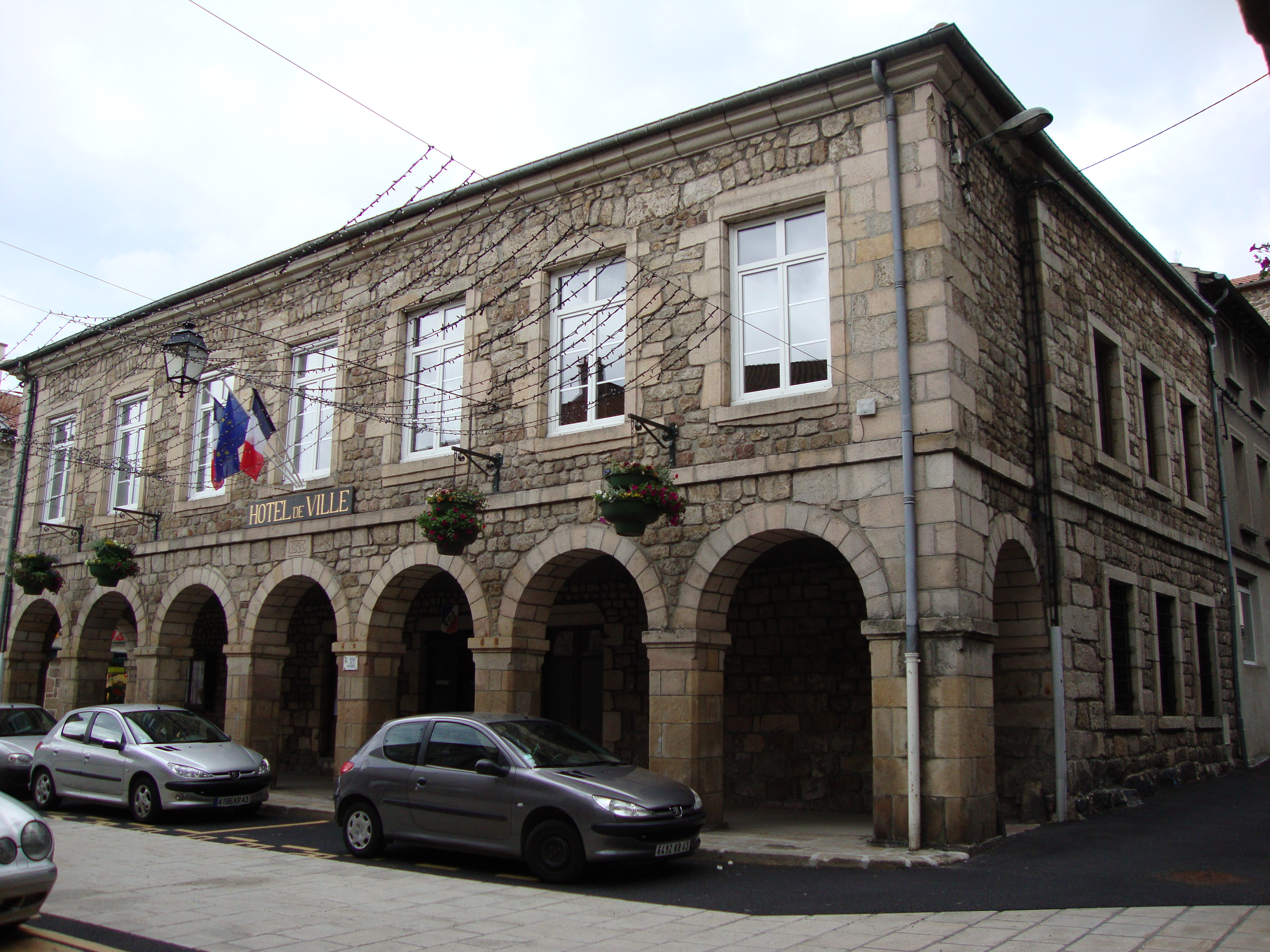
Sagnol grandit à Montfaucon-en-Velay.

Né à Saint-Étienne, Willy Sagnol doit son prénom à Willy van de Kerkhof, joueur néerlandais des années 1970 double finaliste de la Coupe du monde. Jacky Sagnol, VRP en matériel de chauffage à la ville et animateur de kermesses à la campagne, initie son fils au football dans le club de leur commune Montfaucon-en-Velay (1 207 habitants recensées en 1999). Il voit un jour dans Le Progrès que l'AS Saint-Étienne organise une séance de recrutement et convainc son fils d'y participer. Willy consacre à l'époque ses mercredis après-midi à ses amis et au sport scolaire, « et cela me suffisait largement. Contrairement à d'autres, gamin, je ne me rêvais pas en joueur pro. Mon truc, c'était plutôt d'être commissaire de police », déclare-il en 2006.
Il intègre le centre de formation de l'Association sportive de Saint-Étienne (ASSE) en 1990. Responsable de la structure stéphanoise à cette époque, Élie Baup repère son autorité altière et sa propension à défendre debout. « En dépit de ses indéniables qualités intrinsèques, il ne faisait pas de vagues. C'était dans sa nature, ce curieux mélange entre dons et timidité », se remémore-t-il. Son coéquipier stéphanois Philippe Cuervo ne tarit pas d'éloges : « Il n'avait pas vingt ans et son jeu impressionnait par sa maturité. En outre, il avait une force de caractère peu commune : il savait où il voulait aller et comment y aller ».

### Débuts professionnels à Saint-Étienne (1996-1997)
Willy Sagnol connaît son premier match de première division le 27 février 1996 lors du derby contre l'Olympique lyonnais. Sagnol joue un match courageux au marquage de Ludovic Giuly et laisse déjà entrevoir des qualités de battant supérieures à la moyenne. Il découvre le haut niveau et gagne du temps de jeu lors de la fin de saison, avec dix matches au compteur,.
Lors de la saison 1996-1997, l'AS Saint-Étienne joue en deuxième division. Willy Sagnol est titulaire, mais ne parvient pas à éviter les mauvais résultats de son club, qui frôle une nouvelle relégation (17e). Il s’impose et affiche de belles promesses, avec trente-six matches et un but, un coup franc contre Toulouse. Il évolue le plus souvent en position de libéro où sa maîtrise technique fait merveille. Il est également appelé en équipe de France des moins de 20 ans avec qui il atteint les quarts de finale de la Coupe du monde 1997. Au sortir d’une bonne saison où il porte le brassard de capitaine à même pas vingt ans, les sollicitations françaises et étrangères sont nombreuses et l'AS Monaco se montre la plus rapide et la plus efficace dans les négociations et l'engage pour 10 MF.

### Confirmation avec Monaco (1997-2000)

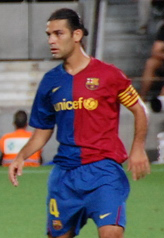
Sagnol et Márquez forment, avec Contreras et Christanval, la défense championne de France 2000.

La venue de Sagnol n’est toutefois pas motivée par une nécessité sportive urgente, le club étant paré en défense centrale avec Franck Dumas, Martin Djetou et le nouveau venu, Djibril Diawara. C’est avant tout un recrutement opportuniste, mais qui s’avère utile plus tôt que prévu. En effet, Monaco peine à trouver un remplaçant à Patrick Blondeau sur le flanc droit et il est alors demandé à Sagnol, qui a déjà occupé sporadiquement le poste, d’effectuer un intérim pour le début de saison.
Il joue son premier match sous ses nouvelles couleurs le 2 août 1997, lors de la première journée de la saison 1997-1998 face aux Girondins de Bordeaux. Il est titulaire et son équipe s'incline par un but à zéro.
Du fond de la D2, Sagnol passe au pays du strass et des paillettes, mais le natif de Montfaucon n'y trouve guère ses aises. « J'avais l'impression de perdre mes repères, mes valeurs. Quelques joueurs m'ont ouvert les yeux sur cette drôle de réalité ». Willy apprend le métier. Après des débuts difficiles, il s'impose et gagne sa place dans l'équipe de France espoirs. Dès sa première saison, Sagnol gagne le Trophée des champions et dispute vingt-cinq matches de Ligue 1 et huit de Ligue des champions où les Monégasques sont éliminés en demi-finale.
Les deux années suivantes, il joue tout autant. Le latéral poursuit sa progression, franchit des paliers et commence à faire parler de lui. En 2000, il forme avec Pablo Contreras, Rafael Márquez et Philippe Christanval la défense la plus inexpérimentée du championnat, mais aussi la meilleure qui remporte le titre de champion de France,.
Après trois saisons en principauté, Sagnol considère que ses émoluments ne sont guère en rapport avec ses prestations (80 000 francs par mois). Le président monégasque d'alors lui propose une augmentation dérisoire en plus d'une prolongation, et Willy claque la porte au bout de quelques secondes. « J'étais le moins bien payé du club, et, parce que j'étais jeune, on me prenait pour un imbécile. (...) Il s'agissait plus d'une affaire de principes que d'argent ». En juillet 2000, il choisit de partir en Bavière et rejoint Bixente Lizarazu au Bayern Munich pour 50 MF,.

### Bayern Munich (2000-2008)
« Arrivé en Bavière, j'ai eu enfin le sentiment d'appartenir à un grand club, d'être sur une autre planète ». Quelques mois à peine après son arrivée à Munich, il est retenu en équipe de France, remporte coup sur coup le championnat d'Allemagne et la Ligue des champions. Dès la première saison, il dispute vingt-sept rencontres de Bundesliga et quatorze en Coupe d’Europe avec sa nouvelle tunique.

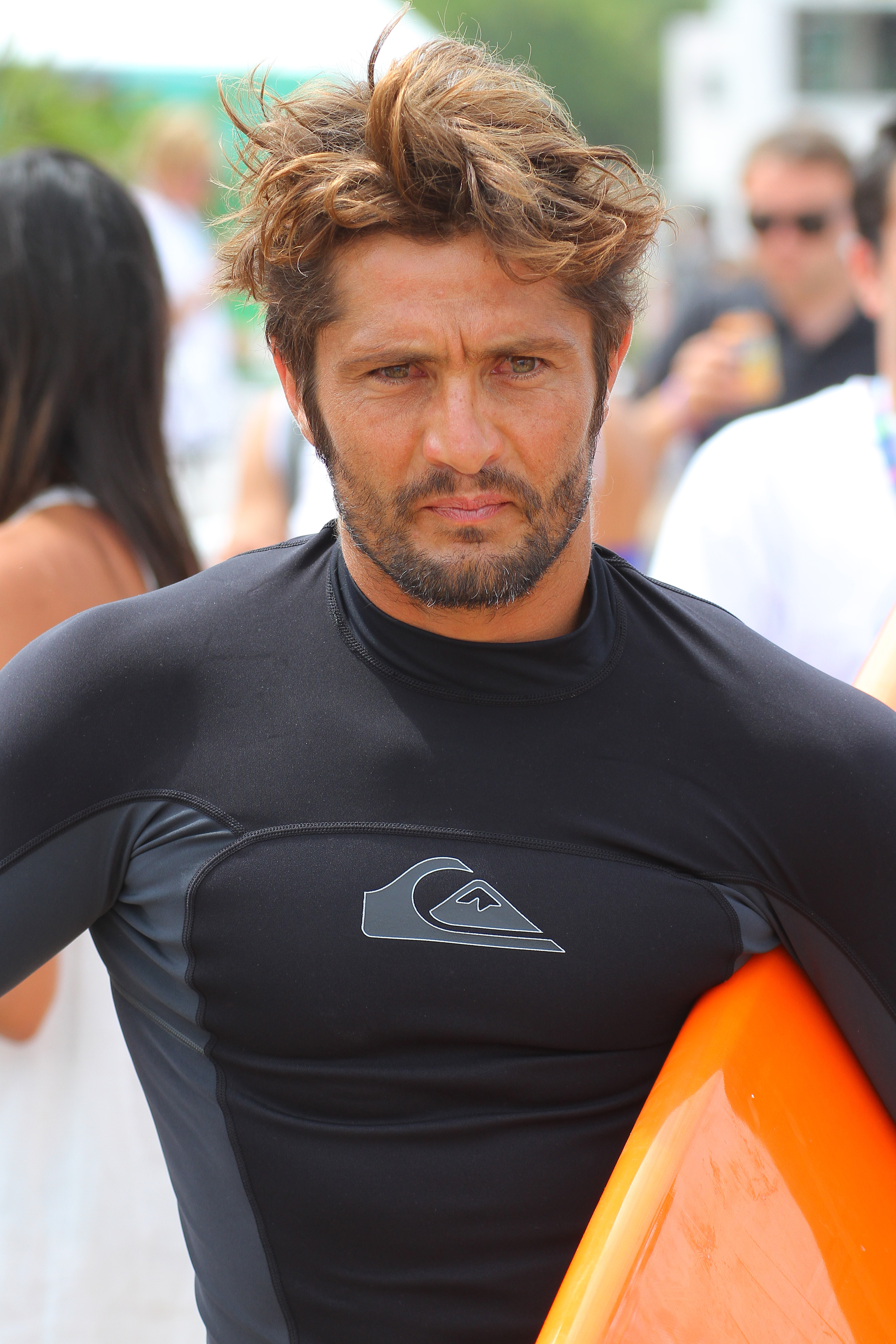
À Munich, Sagnol rejoint un autre Français Lizarazu.

Malgré de nombreux raids offensifs, il doit cependant attendre 66 matches et sa seconde saison bavaroise avant d’inscrire son premier but sous les couleurs bavaroises.

En 2003-2004, une opération au genou, un bras fracturé et une blessure à la cheville limitent son nombre de matchs disputés.

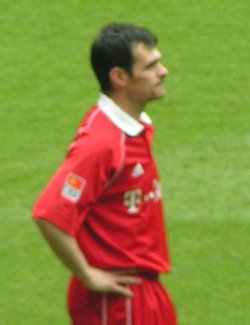
Sagnol avec le Bayern en 2006.

L'international français se blesse au genou droit le 3 avril 2007 lors du quart de finale aller de la Ligue des champions contre l'AC Milan (2-2). Il est rapidement opéré et reprend un entraînement dit spécifique le 12 octobre, soit six mois plus tard. Relégué sur le banc des remplaçants ou évoluant comme milieu droit par Ottmar Hitzfeld, Sagnol fait connaître publiquement son mécontentement et annonce qu’il souhaite quitter le Bayern. Après s'être excusé, le joueur apprend que son entraîneur le fait jouer plus haut sur le terrain pour lui donner du temps de jeu sans le mettre au poste exposé de défenseur, en attendant qu'il revienne à 100 % de ses capacités. En mars, il se déplace un disque vertébral qui l'éloigne des terrains pour plusieurs semaines. Il revient peu à peu dans l'équipe mais peine à retrouver le tranchant et la qualité de centre qui déstabilise les défenses adverses. En fin de saison, l'international français, sifflé lors de ses dernières décevantes apparitions à l'Allianz-Arena, est salué comme le reste de l'équipe pour son cinquième titre de champion après une saison difficile, marquée par des blessures et des brouilles avec Hitzfeld.
Avant la saison 2008-2009, Sagnol se sait en concurrence avec Philipp Lahm et Christian Lell au poste d'arrière droit. Le Français est alors le plus ancien joueur de l'effectif munichois à la suite de la retraite d'Oliver Kahn et est pressenti pour être le nouveau capitaine. En août 2008, il se blesse au tendon d'Achille. Le joueur ne se remet jamais totalement de celle-ci, des douleurs le handicapant et l'obligeant à renoncer au stage de l'équipe munichoise à Dubaï début janvier 2009. Sur le plateau du Canal Football Club, il annonce mettre un terme à sa carrière à cause de cette blessure. « J'ai dû me rendre à l'évidence, c'est une blessure qui ne guérira pas. J'ai été opéré il y a sept mois et la douleur est toujours quotidienne. Marcher est devenu difficile, alors courir sur un terrain... La seule solution, c'est l'arrêt ». Son dernier match officiel est l'élimination lors de l'Euro 2008 avec l'équipe de France face aux Pays-Bas (4-1),.
Avec le club bavarois, il cumule les titres nationaux (vainqueur de la Bundesliga en 2001, 2003, 2005, 2006 et 2008) comme les titres internationaux (vainqueur de la Ligue des champions et de la Coupe intercontinentale en 2001). Willy Sagnol est surnommé « Flankengott » par les supporters du Bayern Munich, ce qui signifie « dieu des centres » en allemand.

### En équipe nationale (1997-2008)

#### En équipes jeunes (1997-1999)
Chez les jeunes, Willy Sagnol participe à la Coupe du monde des moins de 20 ans 1997 avec l'équipe de France coachée par Gérard Houllier. Aux côtés de joueurs comme Landreau, Silvestre, Gallas, Henry, Trezeguet, Anelka, Sagnol est titulaire comme latéral droit durant les trois matchs de poule ainsi que pour les huitième et quart de finale, où la France est éliminée aux tirs-au-but par l'Uruguay.
Après s'être imposée à l'AS Monaco, Sagnol intègre l'équipe de France espoirs de Raymond Domenech en 1998. Il s'impose comme titulaire à son poste en club et monte de plus en plus dans la hiérarchie des latéraux français mais reste barré par la concurrence que représente Lilian Thuram ou encore Christian Karembeu.

#### Début dans l'ombre de Thuram (2000-2004)

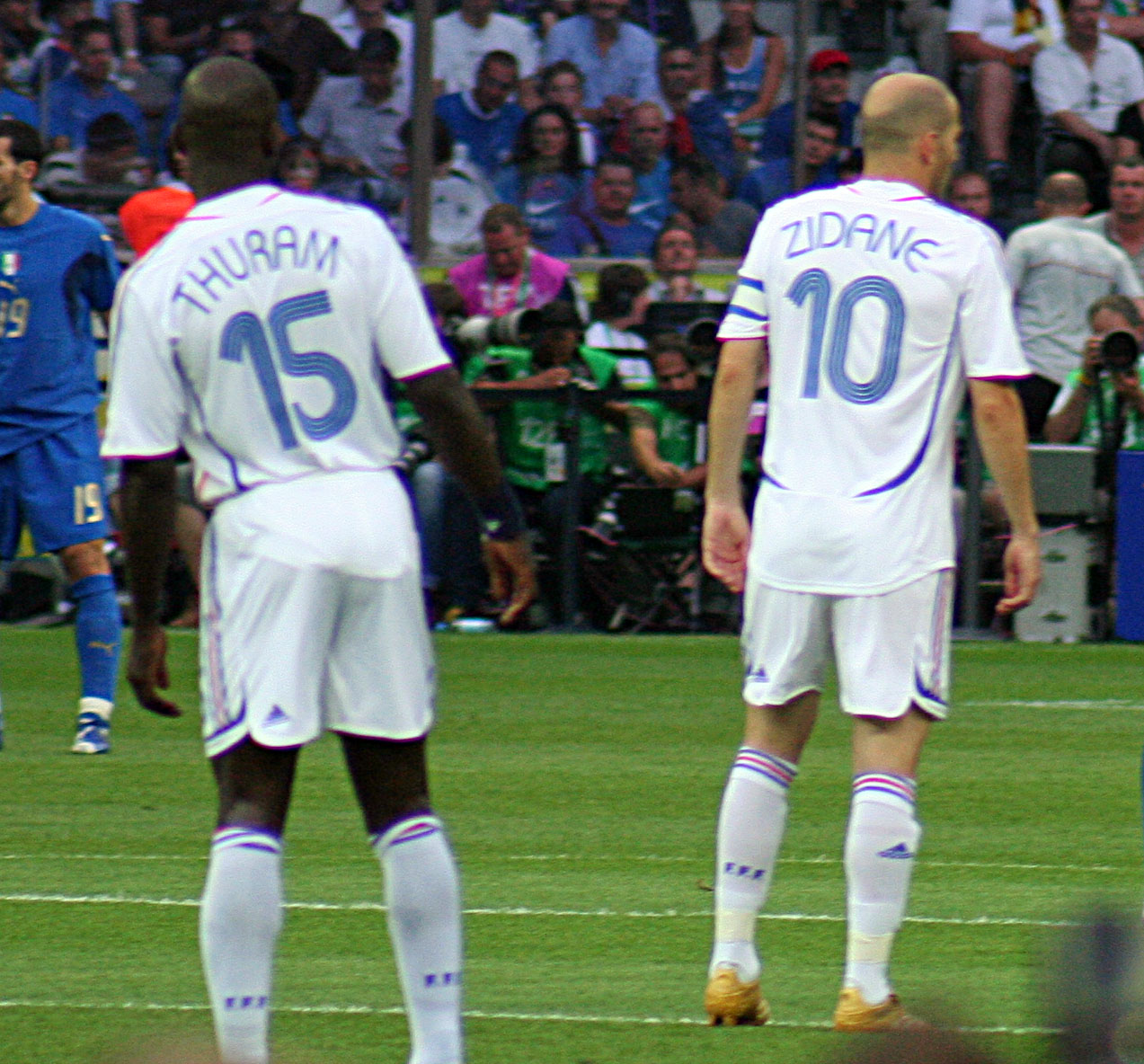
Sagnol est d'abord victime du décalage sur le côté droit de Thuram.

Sagnol connaît sa première sélection en équipe de France A le 15 novembre 2000 lors d'une rencontre amicale contre la Turquie (victoire 4-0) où il remplace Lilian Thuram à la 78e minute. Pendant 4 ans, il enchaîne essentiellement des remplacements pour Thuram, indiscutable à son poste.
Il remporte la Coupe des confédérations 2001, durant laquelle il s'affirme sous le maillot tricolore. Sagnol dispute trois des cinq rencontres. Titulaire lors du premier match contre la Corée du Sud (5-0), il fait partie de la rotation d'effectif voulue par Roger Lemerre contre l'Australie (défaite 1-0). De retour pour le dernier match de poule contre le Mexique (4-0), il enchaîne avec la demi-finale contre le Brésil (2-1) avant d'être remplacé par Karembeu pour la finale remportée face au Japon (1-0).
Bien que remplaçant, il fait partie des 23 joueurs sélectionnés pour la Coupe du monde 2002 établie par Roger Lemerre. Il ne dispute aucune minute de la compétition et voit les Bleus se faire sortir dès le premier tour. Lemerre est licencié et Willy Sagnol ne cache pas à la presse son désaccord avec le sélectionneur.
Sagnol est sélectionné pour la Coupe des confédérations 2003 organisée en France. Les Tricolores remportent leurs cinq matchs et donc la compétition, tandis que Sagnol joue avec intermittence. Resté sur le banc lors du premier match contre la Colombie (1-0), il est titulaire au stade Geoffroy-Guichard, dans sa ville natale, face au Japon (2-1). Remplaçant lors du troisième match (Nouvelle-Zélande 5-0) et de la demi-finale (Turquie 3-2), il est titulaire remplacé à la 76e minute par Thuram en finale contre le Cameroun (1-0 but en or).

#### Titulaire indiscutable (2005-2008)

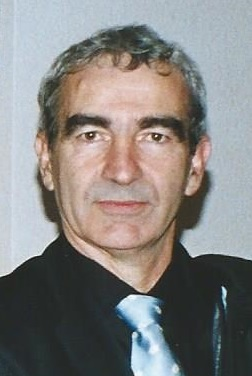
Sagnol garde toujours la confiance de Domenech, rencontré en espoirs.

Barré par la concurrence au poste de latéral droit, Sagnol ne devient réellement titulaire qu'après le replacement de Thuram en défense centrale à la suite des retraites de Laurent Blanc et Frank Lebœuf. Devenu titulaire indiscutable au poste d'arrière droit post-Coupe du monde, il dispute l'Euro 2004 où la France s'arrête en quart-de-finale. Sagnol rentre en jeu lors des deux premiers rencontres. Titulaire pour le dernier match face à la Suisse où il est remplacé à la mi-temps. Il ne prend pas part à la défaite face à la Grèce dans le tableau final, à cause d'une blessure.
Après la compétition, Lilian Thuram décide de mettre un terme à sa carrière internationale. Willy sort de son rôle de suppléant et intègre ainsi le onze titulaire. La France se qualifie alors pour le Mondial 2006.
Sélectionné par Domenech, il participe à la Coupe du monde 2006 qu'il joue à « domicile », évoluant en Allemagne, où il jouit d'une très grande popularité. Toujours présent sur le terrain par son engagement physique, il contribue à la montée en puissance des Bleus et son accession en finale. Lors d'une conférence de presse, il provoque une polémique en demandant à Marcel Desailly, qui critique le jeu de l'équipe, de « fermer sa gueule ». Willy Sagnol revient néanmoins sur ses propos en assurant que cette invective s'adresse aux journalistes trop critiques. Durant ce Mondial, il est l'un des meilleurs joueurs français selon la presse. Contre l'Espagne, le Brésil, et le Portugal, il est intraitable défensivement, éteignant des joueurs comme Ronaldinho ou Cristiano Ronaldo. Il est également très important offensivement, grâce à ses relances précises et ses centres millimétrés, sa grande spécialité. Lors des prolongations en finale, il en adresse un qui trouve la tête de son capitaine Zinédine Zidane, mais qui finira détourné par une claquette de Gianluigi Buffon.
À peine remis d'une blessure, Sagnol participe à l'Euro 2008, et n'évite pas la déroute de la France lors de la phase finale. Titulaire lors du match nul contre la Roumanie (0-0) et lors de la défaite contre les Pays-Bas (4-1). Il est remplacé par François Clerc pour la rencontre face à l'Italie (défaite 2-0). À la suite d'une blessure au talon d'Achille quelques semaines plus tard, cette rencontre est la dernière officielle de sa carrière,.
En équipe de France, Sagnol est le meilleur passeur décisif évoluant au poste défenseur, avec 10 passes décisives.

### Reconversion comme entraîneur (depuis 2009)

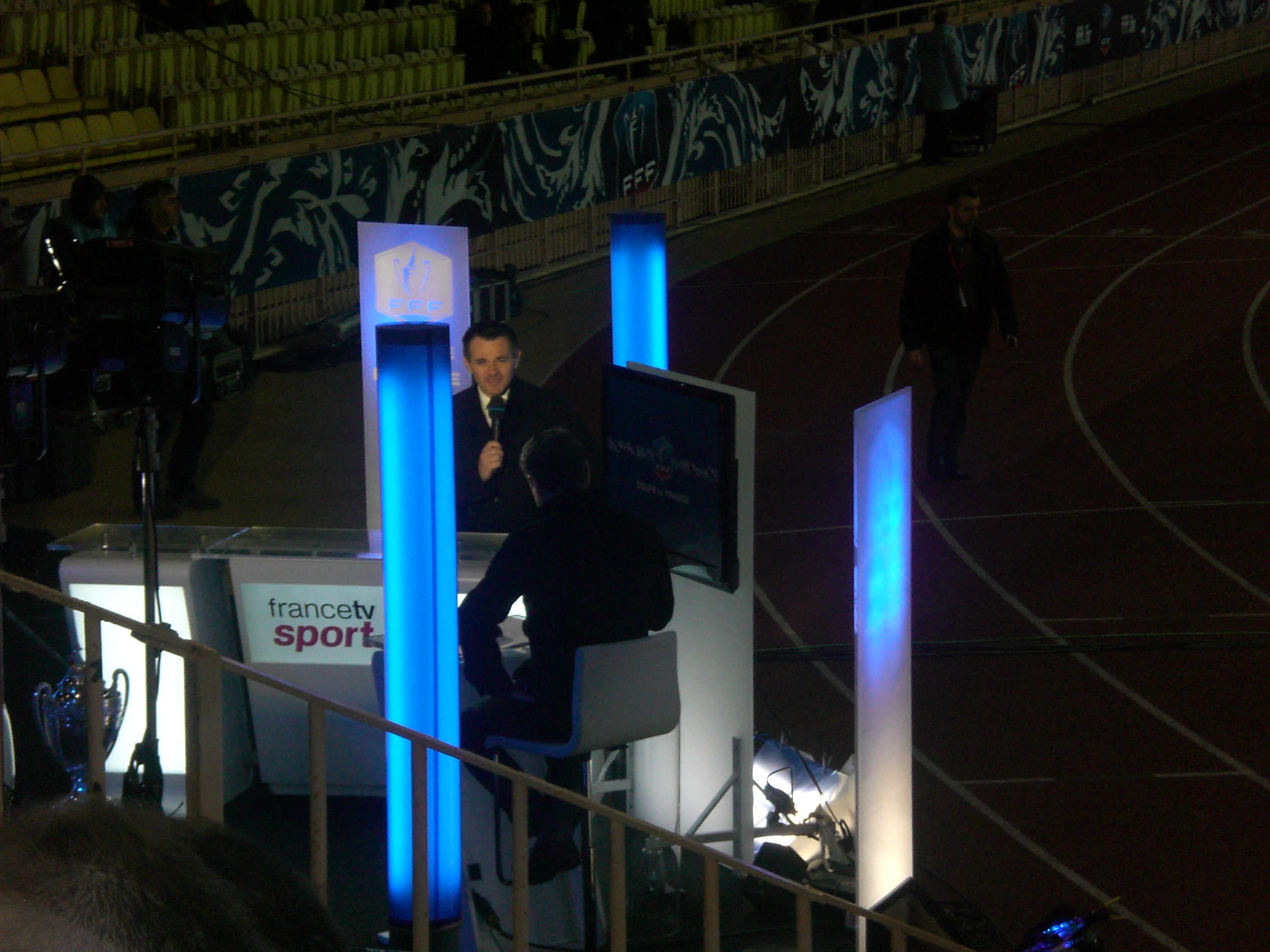
Sagnol sur le plateau de France Télévision en 2014.

Willy Sagnol annonce officiellement sa retraite sportive le 1er février 2009 pour cause d'un problème récurrent au tendon d'Achille. Il devient consultant à Canal+ en avril 2009.
Le 27 janvier 2010, Willy Sagnol est nommé au conseil de surveillance de l'AS Saint-Étienne. En mars 2011, il travaille au sein de la cellule de recrutement du Bayern Munich.

#### Équipe de France U20 puis espoirs (2013-2014)
En octobre 2011, l'ancien défenseur du Bayern de Munich est nommé manager des équipes de France de jeunes. Willy Sagnol est sélectionneur U20 lors du tournoi de Toulon en juin 2013, en remplacement de Pierre Mankowski. Pour sa première expérience sur le banc, il termine troisième du tournoi.
En juin 2013, il prend la tête des espoirs avec comme tâche de se qualifier pour l'Euro espoirs 2015. Il démissionne au bout d'un an pour s'engager avec Bordeaux.

#### Girondins de Bordeaux (2014-2016)
Le 23 mai 2014, il est nommé pour trois ans entraîneur des Girondins de Bordeaux en compagnie de son adjoint Sylvain Matrisciano, succédant à Francis Gillot. Il conclut sa première saison à la sixième place, qualifiant le club pour la Ligue Europa. Pour sa deuxième saison, il doit faire face à des blessures et au départ de joueurs cadres. Sportivement, il subit de lourds revers. À la suite d'un énième revers lors du derby contre Toulouse (4-0), il est démis de ses fonctions le 14 mars 2016, le club est alors 15e, cinq points devant le premier relégable.

#### Bayern Munich (2017)
En juin 2017, il devient entraîneur adjoint de Carlo Ancelotti au Bayern Munich, puis à la suite de l'éviction d'Ancelotti par la direction du club, il est nommé entraineur principal par intérim du Bayern Munich le 28 septembre. Le 6 octobre 2017, Jupp Heynckes lui succède.

#### Géorgie (2021)
Le 15 février 2021, il est nommé sélectionneur de la Géorgie, en vue des éliminatoires de la Coupe du monde de football 2022. Le 26 mars 2024, il qualifie son équipe pour l'Euro 2024 (première qualification de la Géorgie pour une compétition internationale) en éliminant la Grèce en barrage.
Le 22 juin 2024, il permet à la Géorgie de marquer son premier point en compétition internationale après un match nul 1-1 contre la Tchéquie. Quatre jours plus tard, grâce à une victoire 2-0 contre le Portugal, il qualifie la Géorgie pour les phases finales de l'Euro 2024.

### Reconversion comme consultant (2018-2020)
En 2018, il devient consultant pour RMC et BFM TV durant la Coupe du monde de football. Il reste dans le groupe NextRadioTV après la compétition pour animer une émission sur RMC, intitulée Ici c'est Willy et diffusée le vendredi de 18 h à 20 h en remplacement de Larqué Foot, et pour participer aux émissions Champions Zone et RMC Europa Club sur RMC Sport les soirs de matches de Ligue des champions et de Ligue Europa. L'émission Ici c'est Willy s'arrête en 2019. Il quitte RMC Sport en 2020.

## Polémique sur les « joueurs africains »
Le 4 novembre 2014, Willy Sagnol provoque une polémique en affirmant : « L’avantage du joueur, je dirais typique africain : il n’est pas cher, généralement prêt au combat, on peut le qualifier de puissant sur un terrain. Mais le foot, ce n’est pas que ça, c’est aussi de la technique, de l’intelligence, de la discipline. » Ces propos sont condamnés par la Ligue internationale contre le racisme et l'antisémitisme, SOS Racisme et la Ligue des droits de l'homme. Il finit par présenter des excuses le 7 novembre, mais une quarantaine de personnalités signent une tribune contre ses propos et SOS Racisme dépose une plainte,.

## Style de jeu: défenseur technique
Défenseur central de formation, Sagnol est un joueur complet. Disposant à la fois de la puissance physique du stoppeur et de la vélocité et la technique du meneur de jeu (lui valant même d’être aligné milieu offensif en équipe de France Espoirs), Sagnol s’affirme au fil de sa carrière comme le meilleur latéral droit français de son époque.
Willy Sagnol est l'un des meilleurs latéraux droit que l'équipe de France connait, de par sa science du placement, sa hargne et la précision de son pied droit. En 2006, Raymond Domenech loue ce défenseur dans l'âme « qui incarne le latéral moderne, ouvert au dialogue et pas considéré à sa juste valeur ».
Sagnol est considéré comme spécialiste des centres, estimé comme l'un des trois ou quatre meilleurs centreurs au monde en 2006. Le geste qu'il utilise avec efficacité est la feinte de centre du pied droit, puis centre du gauche par un ballon tendu au second poteau. Cela lui est possible grâce à son aisance des deux pieds et une précision au dessus de la moyenne.
Au Bayern, Sagnol s'affirme comme un des meilleurs arrières latéraux de sa génération. Solide défenseur, il sait également apporter le surnombre lors des phases offensives, où sa très grande qualité de centre fait de lui un joueur souvent décisif.

## Statistiques détaillées

### Joueur
| Saison                | Club                  | Championnat           | Championnat | Championnat | Championnat | Coupe nationale | Coupe nationale | Coupe nationale | Coupe de la Ligue | Coupe de la Ligue | Coupe de la Ligue | Supercoupe | Supercoupe | Supercoupe | Compétition(s) continentale(s) | Compétition(s) continentale(s) | Compétition(s) continentale(s) | Compétition(s) continentale(s) | Supercoupe de l'UEFA | Supercoupe de l'UEFA | Supercoupe de l'UEFA | Coupe intercontinentale | Coupe intercontinentale | Coupe intercontinentale | France | France | France | Total | Total | Total |
| Saison                | Club                  | Division              | M.          | B.          | P.d.        | M.              | B.              | P.d.            | M.                | B.                | P.d.              | M.         | B.         | P.d.       | Comp.                          | M.                             | B.                             | P.d.                           | M.                   | B.                   | P.d.                 | M.                      | B.                      | P.d.                    | M.     | B.     | P.d.   | M.    | B.    | P.d.  |
| 1995-1996             | AS Saint-Étienne      | Division 1            | 10          | 0           | 0           | -               | -               | -               | -                 | -                 | -                 | -          | -          | -          | -                              | -                              | -                              | -                              | -                    | -                    | -                    | -                       | -                       | -                       | -      | -      | -      | 10    | 0     | 0     |
| 1996-1997             | AS Saint-Étienne      | Division 2            | 36          | 1           | 0           | 1               | 0               | 0               | 2                 | 0                 | 0                 | -          | -          | -          | -                              | -                              | -                              | -                              | -                    | -                    | -                    | -                       | -                       | -                       | -      | -      | -      | 39    | 1     | 0     |
| Sous-total            | Sous-total            | Sous-total            | 46          | 1           | 0           | 1               | 0               | 0               | 2                 | 0                 | 0                 | -          | -          | -          | -                              | -                              | -                              | -                              | -                    | -                    | -                    | -                       | -                       | -                       | -      | -      | -      | 49    | 1     | 0     |
| 1997-1998             | AS Monaco             | Division 1            | 25          | 0           | 1           | 4               | 0               | 0               | 1                 | 0                 | 0                 | 1          | 0          | 0          | C1                             | 8                              | 0                              | 0                              | -                    | -                    | -                    | -                       | -                       | -                       | -      | -      | -      | 39    | 0     | 1     |
| 1998-1999             | AS Monaco             | Division 1            | 20          | 0           | 1           | -               | -               | -               | -                 | -                 | -                 | -          | -          | -          | C3                             | 4                              | 0                              | 0                              | -                    | -                    | -                    | -                       | -                       | -                       | -      | -      | -      | 24    | 0     | 1     |
| 1999-2000             | AS Monaco             | Division 1            | 26          | 0           | 2           | 2               | 0               | 0               | 2                 | 0                 | 0                 | -          | -          | -          | C3                             | 6                              | 0                              | 0                              | -                    | -                    | -                    | -                       | -                       | -                       | -      | -      | -      | 36    | 0     | 2     |
| Sous-total            | Sous-total            | Sous-total            | 71          | 0           | 4           | 6               | 0               | 0               | 3                 | 0                 | 0                 | 1          | 0          | 0          | -                              | 18                             | 0                              | 0                              | -                    | -                    | -                    | -                       | -                       | -                       | -      | -      | -      | 99    | 0     | 4     |
| 2000-2001             | Bayern Munich         | Bundesliga            | 27          | 0           | 4           | 1               | 0               | 0               | 1                 | 0                 | 0                 | -          | -          | -          | C1                             | 14                             | 0                              | 0                              | -                    | -                    | -                    | -                       | -                       | -                       | 6      | 0      | 2      | 49    | 0     | 6     |
| 2001-2002             | Bayern Munich         | Bundesliga            | 28          | 1           | 6           | 1               | 0               | 0               | -                 | -                 | -                 | -          | -          | -          | C1                             | 10                             | 0                              | 1                              | 1                    | 0                    | 0                    | 1                       | 0                       | 0                       | 4      | 0      | 0      | 45    | 1     | 7     |
| 2002-2003             | Bayern Munich         | Bundesliga            | 23          | 2           | 5           | 5               | 1               | 1               | 1                 | 0                 | 0                 | -          | -          | -          | C1                             | 4                              | 0                              | 0                              | -                    | -                    | -                    | -                       | -                       | -                       | 6      | 0      | 2      | 39    | 3     | 8     |
| 2003-2004             | Bayern Munich         | Bundesliga            | 21          | 1           | 4           | 3               | 0               | 0               | -                 | -                 | -                 | -          | -          | -          | C1                             | 6                              | 0                              | 1                              | -                    | -                    | -                    | -                       | -                       | -                       | 10     | 0      | 1      | 40    | 1     | 6     |
| 2004-2005             | Bayern Munich         | Bundesliga            | 22          | 1           | 5           | 3               | 0               | 2               | -                 | -                 | -                 | -          | -          | -          | C1                             | 7                              | 0                              | 0                              | -                    | -                    | -                    | -                       | -                       | -                       | 3      | 0      | 0      | 35    | 1     | 7     |
| 2005-2006             | Bayern Munich         | Bundesliga            | 31          | 1           | 9           | 5               | 0               | 1               | 1                 | 0                 | 0                 | -          | -          | -          | C1                             | 7                              | 0                              | 1                              | -                    | -                    | -                    | -                       | -                       | -                       | 16     | 0      | 1      | 60    | 1     | 12    |
| 2006-2007             | Bayern Munich         | Bundesliga            | 23          | 1           | 4           | 3               | 0               | 1               | 2                 | 0                 | 0                 | -          | -          | -          | C1                             | 9                              | 0                              | 3                              | -                    | -                    | -                    | -                       | -                       | -                       | 8      | 0      | 3      | 45    | 1     | 11    |
| 2007-2008             | Bayern Munich         | Bundesliga            | 9           | 0           | 1           | 3               | 0               | 1               | -                 | -                 | -                 | -          | -          | -          | C3                             | 5                              | 0                              | 0                              | -                    | -                    | -                    | -                       | -                       | -                       | 5      | 0      | 1      | 22    | 0     | 3     |
| Sous-total            | Sous-total            | Sous-total            | 184         | 7           | 38          | 24              | 1               | 6               | 5                 | 0                 | 0                 | -          | -          | -          | -                              | 62                             | 0                              | 6                              | 1                    | 0                    | 0                    | 1                       | 0                       | 0                       | 58     | 0      | 10     | 335   | 8     | 60    |
| Total sur la carrière | Total sur la carrière | Total sur la carrière | 301         | 8           | 42          | 31              | 1               | 6               | 10                | 0                 | 0                 | 1          | 0          | 0          | -                              | 80                             | 0                              | 6                              | 1                    | 0                    | 0                    | 1                       | 0                       | 0                       | 58     | 0      | 10     | 483   | 9     | 64    |

### Matchs internationaux
| Matchs internationaux de Willy Sagnol | Matchs internationaux de Willy Sagnol | Matchs internationaux de Willy Sagnol                | Matchs internationaux de Willy Sagnol | Matchs internationaux de Willy Sagnol | Matchs internationaux de Willy Sagnol            | Matchs internationaux de Willy Sagnol                        |
| #                                     | Date                                  | Lieu                                                 | Adversaire                            | Résultat                              | Compétition                                      | Notes                                                        |
| ------------------------------------- | ------------------------------------- | ---------------------------------------------------- | ------------------------------------- | ------------------------------------- | ------------------------------------------------ | ------------------------------------------------------------ |
| 1                                     | 15 novembre 2000                      | Stade İnönü du BJK, Istanbul, Turquie                | Turquie                               | V 4 - 0                               | Match amical                                     | Entre en jeu à la place de Lilian Thuram à la 78e minute.    |
| 2                                     | 27 février 2001                       | Stade de France, Saint-Denis, France                 | Allemagne                             | V 1 - 0                               | Match amical                                     | Titulaire, remplacé par Bixente Lizarazu à la 59e minute.    |
| 3                                     | 25 avril 2001                         | Stade de France, Saint-Denis, France                 | Portugal                              | V 4 - 0                               | Match amical                                     | Entre en jeu à la place d'Emmanuel Petit à la 86e minute.    |
| 4                                     | 30 mai 2001                           | Stade de Daegu, Daegu, Corée du Sud                  | Corée du Sud                          | V 5 - 0                               | Premier tour de la Coupe des confédérations 2001 | Titulaire.                                                   |
| 5                                     | 3 juin 2001                           | Stade d'Ulsan Munsu, Daegu, Corée du Sud             | Mexique                               | V 4 - 0                               | Premier tour de la Coupe des confédérations 2001 | Titulaire.                                                   |
| 6                                     | 7 juin 2001                           | Stade de Suwon, Suwon, Corée du Sud                  | Brésil                                | V 2 - 1                               | Demi-finale de la Coupe des confédérations 2001  | Titulaire.                                                   |
| 7                                     | 15 août 2001                          | Stade de la Beaujoire, Nantes, France                | Danemark                              | V 1 - 0                               | Match amical                                     | Entre en jeu à la place de Patrick Vieira à la 72e minute.   |
| 8                                     | 1er septembre 2001                    | Estadio Nacional de Chile, Santiago, Chili           | Chili                                 | D 1 - 2                               | Match amical                                     | Entre en jeu à la place de Lilian Thuram à la 87e minute.    |
| 9                                     | 17 avril 2002                         | Stade de France, Saint-Denis, France                 | Russie                                | N 0 - 0                               | Match amical                                     | Entre en jeu à la place de Lilian Thuram à la 46e minute.    |
| 10                                    | 26 mai 2002                           | Big Bird Stadium, Suwon, Corée du Sud                | Corée du Sud                          | V 3 - 2                               | Match amical                                     | Entre en jeu à la place de Bixente Lizarazu à la 82e minute. |
| 11                                    | 21 août 2002                          | Stade du 7 Novembre, Radès, Tunisie                  | Tunisie                               | N 1 - 1                               | Match amical                                     | Entre en jeu à la place de Mikaël Silvestre à la 46e minute. |
| 12                                    | 12 octobre 2002                       | Stade de France, Saint-Denis, France                 | Slovénie                              | V 5 - 0                               | Éliminatoires de l'Euro 2004                     | Entre en jeu à la place de Lilian Thuram à la 83e minute.    |
| 13                                    | 29 mars 2003                          | Stade Felix-Bollaert, Lens, France                   | Malte                                 | V 6 - 0                               | Éliminatoires de l'Euro 2004                     | Entre en jeu à la place de Lilian Thuram à la 66e minute.    |
| 14                                    | 30 avril 2003                         | Stade de France, Saint-Denis, France                 | Égypte                                | V 5 - 0                               | Match amical                                     | Titulaire.                                                   |
| 15                                    | 20 juin 2003                          | Stade Geoffroy-Guichard, Saint-Étienne, France       | Japon                                 | V 2 - 1                               | Premier tour de la Coupe des confédérations 2003 | Titulaire, expulsé à la 88e minute.                          |
| 16                                    | 29 juin 2003                          | Stade de France, Saint-Denis, France                 | Cameroun                              | V 1 - 0                               | Finale de la Coupe des confédérations 2003       | Titulaire, remplacé par Lilian Thuram à la 76e minute.       |
| 17                                    | 20 août 2003                          | Stade de Genève, Genève, Suisse                      | Suisse                                | V 2 - 0                               | Match amical                                     | Entre en jeu à la place de Lilian Thuram à la 61e minute.    |
| 18                                    | 6 septembre 2003                      | Stade de France, Saint-Denis, France                 | Chypre                                | V 5 - 0                               | Éliminatoires de l'Euro 2004                     | Titulaire, remplacé par Lilian Thuram à la 65e minute.       |
| 19                                    | 10 septembre 2003                     | Stade central, Ljubljana, Slovénie                   | Slovénie                              | V 2 - 0                               | Éliminatoires de l'Euro 2004                     | Entre en jeu à la place de Sylvain Wiltord à la 65e minute.  |
| 20                                    | 15 novembre 2003                      | Aufschalke Arena, Gelsenkirchen, Allemagne           | Allemagne                             | V 3 - 0                               | Match amical                                     | Titulaire, remplacé par William Gallas à la 61e minute.      |
| 21                                    | 31 mars 2004                          | Stade de Feyenoord, Rotterdam, Pays-Bas              | Pays-Bas                              | N 0 - 0                               | Match amical                                     | Titulaire.                                                   |
| 22                                    | 28 mai 2004                           | Stade de la Mosson, Montpellier, France              | Andorre                               | V 4 - 0                               | Match amical                                     | Titulaire.                                                   |
| 23                                    | 6 juin 2004                           | Stade de France, Saint-Denis, France                 | Ukraine                               | V 1 - 0                               | Match amical                                     | Entre en jeu à la place de William Gallas à la 76e minute.   |
| 24                                    | 13 juin 2004                          | Stade de Luz, Lisbonne, Portugal                     | Angleterre                            | V 2 - 1                               | Premier tour de l'Euro 2004                      | Entre en jeu à la place de Mikaël Silvestre à la 79e minute. |
| 25                                    | 17 juin 2004                          | Stade Dr Magalhães Pessoa, Leiria, Portugal          | Croatie                               | N 2 - 2                               | Premier tour de l'Euro 2004                      | Entre en jeu à la place de William Gallas à la 81e minute.   |
| 26                                    | 21 juin 2004                          | Stade municipal, Coimbra, Portugal                   | Suisse                                | V 3 - 1                               | Premier tour de l'Euro 2004                      | Titulaire, remplacé par William Gallas à la 46e minute.      |
| 27                                    | 17 novembre 2004                      | Stade de France, Saint-Denis, France                 | Pologne                               | N 0 - 0                               | Match amical                                     | Titulaire.                                                   |
| 28                                    | 26 mars 2005                          | Stade de France, Saint-Denis, France                 | Suisse                                | N 0 - 0                               | Éliminatoires Coupe du monde 2006                | Titulaire.                                                   |
| 29                                    | 30 mars 2005                          | Stade Ramat Gan, Tel-Aviv, Israël                    | Israël                                | N 1 - 1                               | Éliminatoires Coupe du monde 2006                | Titulaire.                                                   |
| 30                                    | 17 août 2005                          | Stade de la Mosson, Montpellier, France              | Côte d'Ivoire                         | V 3 - 0                               | Match amical                                     | Titulaire.                                                   |
| 31                                    | 3 septembre 2005                      | Stade Félix Bollaert, Lens, France                   | Îles Féroé                            | V 3 - 0                               | Éliminatoires de la Coupe du monde 2006          | Titulaire.                                                   |
| 32                                    | 7 septembre 2005                      | Lansdowne Road, Dublin, Irlande                      | République d'Irlande                  | V 1 - 0                               | Éliminatoires de la Coupe du monde 2006          | Titulaire, remplacé par Gaël Givet à la 90e minute.          |
| 33                                    | 12 octobre 2005                       | Stade de France, Saint-Denis, France                 | Chypre                                | V 4 - 0                               | Éliminatoires de la Coupe du monde 2006          | Titulaire.                                                   |
| 34                                    | 12 novembre 2005                      | Stade de France, Saint-Denis, France                 | Allemagne                             | N 0 - 0                               | Match amical                                     | Titulaire.                                                   |
| 35                                    | 1er mars 2006                         | Stade de France, Saint-Denis, France                 | Slovénie                              | D 1 - 2                               | Match amical                                     | Titulaire.                                                   |
| 36                                    | 27 mai 2006                           | Stade de France, Saint-Denis, France                 | Mexique                               | V 1 - 0                               | Match amical                                     | Titulaire.                                                   |
| 37                                    | 31 mai 2006                           | Stade Félix Bollaert, Lens, France                   | Danemark                              | V 2 - 0                               | Match amical                                     | Titulaire, remplacé par Pascal Chimbonda à la 88e minute.    |
| 38                                    | 7 juin 2006                           | Stade Geoffroy-Guichard, Saint-Étienne, France       | Chine                                 | V 3 - 1                               | Match amical                                     | Titulaire.                                                   |
| 39                                    | 13 juin 2006                          | Gottlieb-Daimler-Stadion, Stuttgart, Allemagne       | Suisse                                | N 0 - 0                               | Premier tour de la Coupe du monde 2006           | Titulaire.                                                   |
| 40                                    | 18 juin 2006                          | Zentralstadion, Leipzig, Allemagne                   | Corée du Sud                          | N 1 - 1                               | Premier tour de la Coupe du monde 2006           | Titulaire.                                                   |
| 41                                    | 23 juin 2006                          | RheinEnergieStadion, Cologne, Allemagne              | Togo                                  | V 2 - 0                               | Premier tour de la Coupe du monde 2006           | Titulaire.                                                   |
| 42                                    | 27 juin 2006                          | HDI-Arena, Hanovre, Allemagne                        | Espagne                               | V 3 - 1                               | Huitième de finale de la Coupe du monde 2006     | Titulaire.                                                   |
| 43                                    | 1er juillet 2006                      | Waldstadion, Francfort-sur-le-Main, Allemagne        | Brésil                                | V 1 - 0                               | Quart de finale de la Coupe du monde 2006        | Titulaire.                                                   |
| 44                                    | 5 juillet 2006                        | Allianz Arena, Munich, Allemagne                     | Portugal                              | V 1 - 0                               | Demi-finale de la Coupe du monde 2006            | Titulaire.                                                   |
| 45                                    | 9 juillet 2006                        | Olympiastadion, Berlin, Allemagne                    | Italie                                | N 1 - 1 3-5 t.a.b                     | Finale de la Coupe du monde 2006                 | Titulaire.                                                   |
| 46                                    | 16 août 2006                          | Stade Olympique Koševo, Sarajevo, Bosnie-Herzégovine | Bosnie-Herzégovine                    | V 2 - 1                               | Match amical                                     | Titulaire.                                                   |
| 47                                    | 2 septembre 2006                      | Stade Boris-Paichadze, Tbilissi, Géorgie             | Géorgie                               | V 3 -0                                | Éliminatoires de l'Euro 2008                     | Titulaire.                                                   |
| 48                                    | 6 septembre 2006                      | Stade de France, Saint-Denis, France                 | Italie                                | V 3 - 1                               | Éliminatoires de l'Euro 2008                     | Titulaire.                                                   |
| 49                                    | 7 octobre 2006                        | Hampden Park, Glasgow, Écosse                        | Écosse                                | D 0 - 1                               | Éliminatoires de l'Euro 2008                     | Titulaire.                                                   |
| 50                                    | 11 octobre 2006                       | Stade Auguste-Bonal, Sochaux-Montbéliard, France     | Îles Féroé                            | V 5 - 0                               | Éliminatoires de l'Euro 2008                     | Titulaire, remplacé par François Clerc à la 78e minute.      |
| 51                                    | 15 novembre 2006                      | Stade de France, Saint-Denis, France                 | Grèce                                 | V 1 - 0                               | Match amical                                     | Titulaire, remplacé par François Clerc à la 46e minute.      |
| 52                                    | 7 février 2007                        | Stade de France, Saint-Denis, France                 | Argentine                             | D 0 - 1                               | Match amical                                     | Titulaire, remplacé par François Clerc à la 46e minute.      |
| 53                                    | 24 mars 2007                          | Stade Darius-Girenas, Kaunas, Lituanie               | Lituanie                              | V 0 - 1                               | Éliminatoires de l'Euro 2008                     | Titulaire.                                                   |
| 54                                    | 6 février 2008                        | Stade de La Rosaleda, Malaga, Espagne                | Espagne                               | D 0 - 1                               | Match amical                                     | Titulaire.                                                   |
| 55                                    | 27 mai 2008                           | Stade des Alpes, Grenoble, France                    | Équateur                              | V 2 - 0                               | Match amical                                     | Titulaire, remplacé par François Clerc à la 74e minute.      |
| 56                                    | 3 juin 2008                           | Stade de France, Saint-Denis, France                 | Colombie                              | V 1 - 0                               | Match amical                                     | Titulaire.                                                   |
| 57                                    | 9 juin 2008                           | Stade du Letzigrund, Zurich, Suisse                  | Roumanie                              | N 0 - 0                               | Premier tour de l'Euro 2008                      | Titulaire.                                                   |
| 58                                    | 13 juin 2008                          | Stade de Suisse, Berne, Suisse                       | Pays-Bas                              | D 1 - 4                               | Premier tour de l'Euro 2008                      | Titulaire.                                                   |

### Entraîneur
Mis à jour le 28 juin 2024.
| Club                  | Début             | Fin            | Résultats | Résultats | Résultats | Résultats | Résultats | Résultats | Résultats | Résultats   |
| Club                  | Début             | Fin            | M         | V         | N         | D         | Bp        | Bc        | Diff      | % Victoires |
| --------------------- | ----------------- | -------------- | --------- | --------- | --------- | --------- | --------- | --------- | --------- | ----------- |
| France -20 ans        | 28 mai 2013       | 8 juin 2013    | 5         | 3         | 1         | 1         | 8         | 5         | +3        | 60.0        |
| France espoirs        | 1er juillet 2013  | 4 juin 2014    | 9         | 7         | 2         | 0         | 29        | 6         | +23       | 77.8        |
| Girondins de Bordeaux | 26 juin 2014      | 14 mars 2016   | 88        | 35        | 28        | 25        | 117       | 118       | -1        | 39.8        |
| Bayern Munich         | 28 septembre 2017 | 6 octobre 2017 | 1         | 0         | 1         | 0         | 2         | 2         | 0         | 0           |
| Géorgie               | 15 février 2021   |                | 35        | 16        | 6         | 13        | 59        | 49        | +10       | 45.7        |
| Total                 | Total             | Total          | 138       | 61        | 38        | 39        | 215       | 180       | +35       | 44.2        |

## Palmarès
Sagnol remporte toutes les plus grandes compétitions en club, il lui manque un trophée majeur en équipe nationale. Il est champion de France en 2000 avec Monaco, quintuple champion d'Allemagne, vainqueur de la Ligue des Champions 2001 et de la Coupe Intercontinentale la même année avec le Bayern Munich en plus d'être double vainqueur de la Coupe des confédérations et finaliste de la Coupe du Monde en 2006 avec les Bleus.
| Compétitions mondiales | Compétitions européennes                                                                                               | Compétitions nationales |
| --- | --- | --- |
| - Coupe du monde - Finaliste : 2006 (France) - Coupe des confédérations (2) - Vainqueur : 2001 et 2003 (France) - Coupe intercontinentale (1) - Vainqueur : 2001 (Bayern Munich) | - Ligue des champions (1) - Vainqueur : 2001 (Bayern Munich) - Supercoupe de l'UEFA - Finaliste : 2001 (Bayern Munich) | - Championnat de France (1) - Champion : 2000 (AS Monaco) - Championnat d'Allemagne (5) - Champion : 2001, 2003, 2005, 2006 et 2008 (Bayern) - Vice-champion : 2004 (Bayern Munich) - Coupe d'Allemagne (4) - Vainqueur : 2003, 2005, 2006 et 2008 (Bayern) - Coupe de la Ligue d'Allemagne (3) - Vainqueur : 2000, 2004 et 2007 (Bayern Munich) - Finaliste : 2006 (Bayern Munich) - Trophée des champions (1) - Vainqueur : 1997 (AS Monaco) |